# Tegaren
Tegaren is een bestuurslaag in het regentschap Trenggalek van de provincie Oost-Java, Indonesië. Tegaren telt 1483 inwoners (volkstelling 2010).